# Oswaldo Alanís
Oswaldo Alanís Pantoja (Morelia, 18 marzo 1989) è un calciatore messicano, difensore svincolato.

## Palmarès

### Club

#### Competizioni nazionali
- Coppa del Messico: 1

Santos Laguna: Apertura 2014
- Campionato messicano: 1

Santos Laguna: Clausura 2015

#### Competizioni internazionali
- CONCACAF Champions League: 1

Pachuca: 2018

### Nazionale
- Gold Cup: 1

2015

### Individuale
- Squadra della stagione della CONCACAF Champions League: 1

2018